# サラ・リンド
サラ・リンド（Sarah Lind, 1982年7月22日 - ）は、カナダの女優。サスカチュワン州レジャイナ出身。
主な出演作にテレビシリーズ『メントーズ』（第1シーズン）や『エッジモント』などがある。
バンジョーのアマチュア奏者としても知られる。他にも剥製術、竹馬、民族衣装の制作など多彩な才能を持っている。2001年には、彼女の著作と詩を集めた Simplicity, rusticity and the happy accident が出版された。また、トム・ウェイツの熱烈なファンとしても知られる。

## 出演作品

### 映画
- フォレスト・オブ・ザ・デッド（英語版） Severed（2005年）
- TRANSPORT トランスポート（2006年）
- ラブ・クライム Personal Effects（2009年）
- かぞくのけんか（2010年）
- ウルフ・コップ（2014年）
- エクソシズム・オブ・モリー・ハートレイ（2015年）
- ザ・コレクター　～監禁地帯～（2015年）
- ヒューマン・ハンター The Humanity Bureau（2018年）
- ラスト・バレット（2019年）

### テレビドラマ
- Lの世界 - アリッサ 役
- デッド・ゾーン - タミー・モー 役
- メントーズ（第1シーズン） - ディー・サンプソン 役
- エッジモント - ジェン・マクマオン 役
- ヤング・スーパーマン
- TRUE JUSTICE シリーズ - サラ・モンゴメリ 役